# Fred Again
Фредерік Джон Філіп Гібсон (англ. Frederick John Philip Gibson нар. 19 липня 1993), знаніший як Fred Again (стилізовано як Fred again.) або просто Fred (стилізовано як FRED), британський продюсер, співак, автор пісень, мультиінструменталіст та діджей.

## Раннє життя та освіта
Народився 19 липня 1993 року на півдні Лондона, у районі Белгем.
Він є сином адвоката королівської ради Чарльза Ентоні Варнефорда Гібсона та Мері Енн Френсіс Морган, членів британського перства  та правнуком аристократа і фінансиста Шейна О'Ніла, 3-го барона О'Ніла та британської світської левиці Енн Флемінг (яка пізніше вийшла заміж за творця романів про Джеймса Бонда Яна Флемінга).
З 2006 до 2011 рік Фред відвідував приватну школу-пансіон Marlborough College у Мальборо, графство Вілтшир, Англія.

## Дискографія

### Альбоми

#### Соло
| Назва                                        | Дата випуску        | Лейбл            | Пікові позиції в чартах | Пікові позиції в чартах | Пікові позиції в чартах | Пікові позиції в чартах | Пікові позиції в чартах | Пікові позиції в чартах | Пікові позиції в чартах | Пікові позиції в чартах | Пікові позиції в чартах | Пікові позиції в чартах |
| Назва                                        | Дата випуску        | Лейбл            | Велика Британія         | Австралія               | Бельгія                 | Німеччина               | Ірландія                | Литва                   | Нідерланди              | Нова Зеландія           | Швеція                  | Швейцарія               |
| -------------------------------------------- | ------------------- | ---------------- | ----------------------- | ----------------------- | ----------------------- | ----------------------- | ----------------------- | ----------------------- | ----------------------- | ----------------------- | ----------------------- | ----------------------- |
| Actual Life (April 14 – December 17 2020)    | 16 квітня 2021р.    | Again.. Records  | —                       | 79                      | 127                     | —                       | —                       | —                       | 65                      | —                       | —                       | —                       |
| Actual Life 2 (February 2 – October 15 2021) | 19 листопада 2021р. | Again.. Records  | —                       | —                       | 176                     | —                       | —                       | —                       | —                       | —                       | —                       | —                       |
| Actual Life 3 (January 1 – September 9 2022) | 28 жовтня 2022р.    | Atlantic Records | 4                       | 8                       | 10                      | 27                      | 2                       | 29                      | 11                      | 6                       | 48                      | 40                      |

#### Спільні релізи
| Назва                     | Дата випуску    | Лейбл              | Позиція в чарті |
| Назва                     | Дата випуску    | Лейбл              | Велика Британія |
| ------------------------- | --------------- | ------------------ | --------------- |
| Gang (разом з Headie One) | 3 квітня 2020р. | Relentless Records | 49              |

### Розширені сети
| Назва       | Дата випуску     | Лейбл               |
| ----------- | ---------------- | ------------------- |
| Actual Life | 15 травня 2020р. | Again.. Records     |
| USB         | 18 січня 2022р.  | Atlantic Records UK |

### Сингли
| Назва                                                                | Рік  | Позиція в чартах | Позиція в чартах | Позиція в чартах | Позиція в чартах | Позиція в чартах | Альбом                                       |
| Назва                                                                | Рік  | Велика Британія  | Австралія        | Ірландія         | Нідерланди       | Нова Зеландія    | Альбом                                       |
| -------------------------------------------------------------------- | ---- | ---------------- | ---------------- | ---------------- | ---------------- | ---------------- | -------------------------------------------- |
| "Kyle (I Found You)"                                                 | 2019 | —                | 89               | —                | —                | —                | Actual Life                                  |
| "Charades" (разом з Headie One)                                      | 2020 | 57               | —                | —                | —                | —                | Gang                                         |
| "Marnie (Wish I Had U)"                                              | 2020 | —                | —                | —                | —                | —                | Actual Life                                  |
| "Gang" (разом з Headie One)                                          | 2020 | 51               | —                | —                | —                | —                | Gang                                         |
| "Jessie (I Miss U)"                                                  | 2020 | —                | —                | —                | —                | —                | Сингл без альбому                            |
| "Don't Judge Me" (разом з FKA Twigs та Headie One)                   | 2021 | —                | —                | —                | —                | —                | Gang                                         |
| "Marea (We've Lost Dancing)" (разом з The Blessed Madonna)           | 2021 | 36               | —                | 41               | 11               | —                | Actual Life (April 14 – December 17 2020)    |
| "Dermot (See Yourself in My Eyes)"                                   | 2021 | —                | —                | —                | —                | —                | Actual Life (April 14 – December 17 2020)    |
| "Baxter (These Are My Friends)" (разом з Baxter Dury)                | 2021 | —                | —                | —                | —                | —                | Сингл без альбому                            |
| "Billie (Loving Arms)"                                               | 2021 | —                | —                | —                | —                | —                | Actual Life 2 (February 2 – October 15 2021) |
| "Hannah (The Sun)"                                                   | 2021 | —                | —                | —                | —                | —                | Actual Life 2 (February 2 – October 15 2021) |
| "Homies" (разом з Henry Wu)                                          | 2021 | —                | —                | —                | —                | —                | Сингл без альбому                            |
| "Faisal (Envelops Me)"                                               | 2021 | —                | —                | —                | —                | —                | Actual Life 2 (February 2 – October 15 2021) |
| "Lights Out" (разом з Romy та HAAi)                                  | 2022 | —                | —                | —                | —                | —                | USB                                          |
| "Admit It (U Don't Want 2)" (разом з India Jordan)                   | 2022 | —                | —                | —                | —                | —                | USB                                          |
| "Jungle"                                                             | 2022 | 78               | 52               | 61               | —                | —                | USB                                          |
| "Turn On the Lights again.." (разом з Swedish House Mafia та Future) | 2022 | 27               | 71               | 23               | —                | —                | USB                                          |
| "Danielle (Smile on My Face)"                                        | 2022 | 61               | —                | 41               | —                | —                | Actual Life 3 (January 1 – September 9 2022) |
| "Bleu (Better with Time)"                                            | 2022 | —                | —                | —                | —                | —                | Actual Life 3 (January 1 – September 9 2022) |
| "Kammy (Like I Do)"                                                  | 2022 | —                | —                | —                | —                | 14               | Actual Life 3 (January 1 – September 9 2022) |
| "Delilah (Pull Me Out of This)"                                      | 2022 | 35               | 25               | 29               | —                | 16               | Actual Life 3 (January 1 – September 9 2022) |
| "Clara (The Night Is Dark)"                                          | 2022 | 62               | —                | 43               | —                | 6                | Actual Life 3 (January 1 – September 9 2022) |
| "Strong" (разом з Romy)                                              | 2022 | —                | —                | —                | —                | 28               | В очікуванні                                 |
| "Rumble" (разом з Skrillex та Flowdan)                               | 2023 | 19               | 32               | 29               | —                | 2                | Quest for Fire                               |
| "Mike (Desert Island Duvet)" (разом з The Streets та Dermot Kennedy) | 2023 | —                | —                | —                | —                | —                | В очікуванні                                 |
| «—» позначає запис, який не потрапив у чарти або ще не виходив.      |      |                  |                  |                  |                  |                  |                                              |

## Нагороди та номінації
| Платиновий диск - Нідерланди - 2022: за сингл Marea (We've Lost Dancing) |

| Рік  | Премія                        | Робота                                       | Категорія                                                    | Результат |
| ---- | ----------------------------- | -------------------------------------------- | ------------------------------------------------------------ | --------- |
| 2016 | Нагорода Айвор Новелло        | "Cargo" (Roots Manuva)                       | Найкраща сучасна пісня                                       | Номінація |
| 2018 | A&R Awards                    | Fred Again                                   | Автор пісні року                                             | Фіналіст  |
| 2019 | Нагорода Айвор Новелло        | "Shotgun" (Джордж Езра)                      | PRS for music most performed work(найбільш виконувана пісня) | Номінація |
| 2020 | Brit Awards                   | Fred Again                                   | Продюсер року                                                | Перемога  |
| 2021 | Греммі                        | "Both Of Us" (Jayda G)                       | Найкращий танцювальний запис                                 | Номінація |
| 2022 | Brit Awards                   | Fred Again                                   | Brit Award for British Dance Act                             | Номінація |
| 2022 | DJ Mag Best of British Awards | Fred Again                                   | Найкращий виступ наживо                                      | Перемога  |
| 2022 | Греммі                        | "Bad Habits" (Ед Ширан)                      | Пісня року                                                   | Номінація |
| 2022 | Libera Awards                 | "Stay High again.."                          | Libera Award for Best Dance/Electronic Record                | Номінація |
| 2023 | Brit Awards                   | Fred Again                                   | Артист року                                                  | Номінація |
| 2023 | Brit Awards                   | Fred Again                                   | Brit Award for British Dance Act                             | Номінація |
| 2023 | Brit Awards                   | Actual Life 3 (January 1 – September 9 2022) | Альбом року                                                  | Номінація |